# A vér és méz földje
A vér és méz földje (eredeti címe: In the Land of Blood and Honey, bosnyákul: U zemlji krvi i meda) 2011-es amerikai háborús filmdráma, amelyet Angelina Jolie rendezett. A főszerepben Zana Marjanović, Goran Kostić és Rade Šerbedžija látható. Ez volt Jolie első filmrendezése. Amerikában 2011. december 23-án mutatták be, korlátozott időtartamban.

## Cselekmény
A bosnyák háború idején Danijel, egy szerb katona találkozik a korábbi szeretőjével, Aljával, aki fogoly Danijel táborában. Kapcsolatukat viszont a hűség és az árulás kérdései emészti fel.

## Szereplők
- Goran Kostić: Danijel Vukojević
- Zana Marjanović: Ajla Ekmečić
- Vanessa Glodjo: Lejla
- Rade Šerbedžija: Nebojša Vukojević
- Feđa Štukan: Petar
- Nikola Đuričko: Darko
- Branko Đurić: Aleksandar
- Jelena Jovanova: Esma
- Alma Terzić: Hana
- Ermin Bravo: Mehmet
- Boris Ler: Tarik
- Goran Jevtić: Mitar
- Miloš Timotijević: Durja
- Ermin Sijamija: Vuc
- Džana Pinjo: Nadja
- Dolya Gavanski: Maida

## Fogadtatás
A film megosztotta a kritikusokat. A Rotten Tomatoes oldalán 56%-ot ért el 80 kritika alapján, és 5.86 pontot szerzett a tízből. A Metacritic honlapján 56 pontot szerzett a százból, 29 kritika alapján.
A The Hollywood Reporter kritikusa, Todd McCarthy ugyan negatívan vélekedett a filmről ("kritikája szerint "az ember elborzadva várja, milyen szörnyűség várja őt a következő sarkon"), ugyanakkor úgy gondolta, hogy Jolie hitelt érdemel azért, mert a rettenetes eseményeket milyen hihetően ábrázolta.
A Variety magazin kritikusa, Justin Chang negatív kritikát közölt a filmről.